# 黃斑盾胸金花蟲
黃斑盾胸金花蟲（学名：Zeugophora decorata）为金花蟲科盾胸金花蟲屬下的一个种。